# 黃明志相關爭議

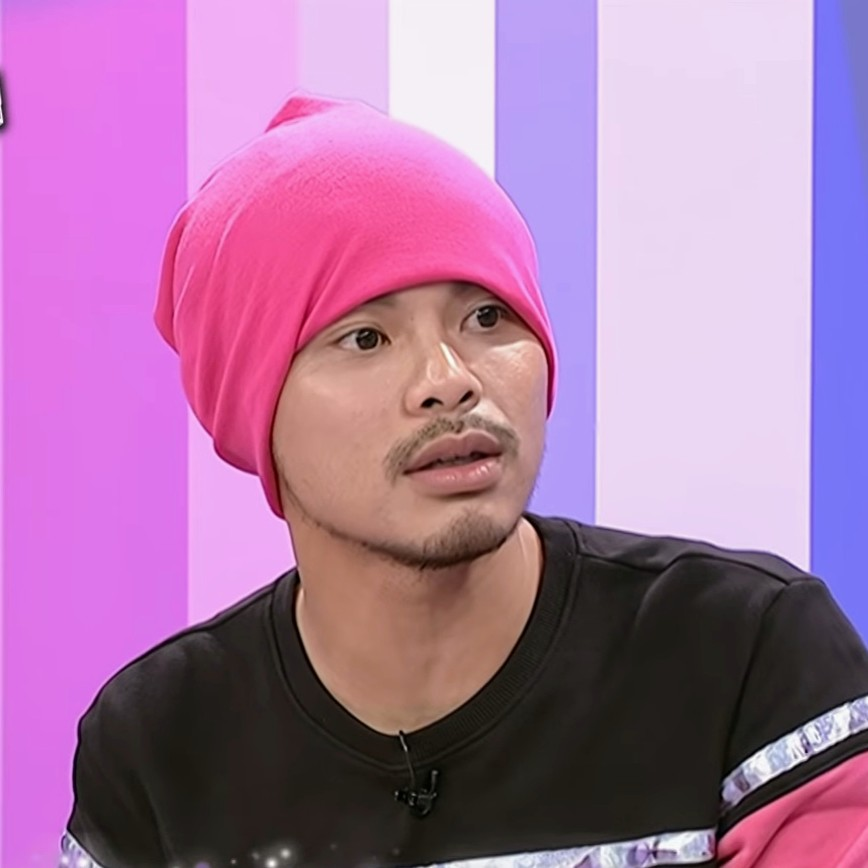
黃明志

本条目介紹馬來西亞歌手黃明志的相關爭議。

## 2007年

### 侮辱國歌事件
以《2007大马观光年主题曲》反讽马来西亚警察贪污、公务员工作怠慢、种族政治、人才外流和大马独中生被迫到国外升学找工作等社会现象。巴达威政府决定以《1948年煽动法令》起诉黄明志，因为他侮辱了马来西亚的国歌。

## 2008年

### 丘老师事件
2008年，由于不满马来西亚现行的教育制度，以及独中生英文太差的现象，黄明志以分成三个部分的《丘老师的ABC时间》短片讽刺之。拍摄地点就在黄明志的母校麻坡中化中学。片中引用许多低级笑话和猥亵性的粗俗语言，并伴有淫秽动作和照片，因而惹来许多争议，并遭到中化中学校方的批评。为了维护校誉，中化中学校长亲自致电黄明志，要求他删除有关的影片。中化中学董事部随后向他发出律师信，保留法律起诉权，并要求他删除影片及澄清此事与中化中学无关。

## 2009年

### 辱罵國能事件
2009年10月26日，由於不滿其住家停電，黃明志去到麻坡的國家能源公司有限公司分行。之后與國能職員發生爭吵，最後用粗言辱罵國能職員及國能公司。此過程被剪輯成影片並被上傳到YouTube，引發關注。經過法院審理，黃明志最終於2014年12月被判罪成，需履行社區服務三个月。之后由于马来西亚政府不满意判决，遂申请上诉，要求黄明志坐牢5年，黄明志方面则聘请哥宾星作为他的辩护律师。在开庭时黄明志因胃病而缺庭，并改为2015年10月26日。在10月26日的时候，因为辩护律师缺席也需要准备证供，遂展延至11月30日过堂。到最后11月30日黄明志和他家人缺庭，把日期改自2016年2月18日。2016年2月18日，高庭法官驳回控方的上诉申请，黄明志获当庭释放，亲友纷纷上前祝贺。难掩喜悦的黄明志在社交网站贴文感谢司法还他一个公道，让他获得自由。当法官宣读判词后，陪同黄明志出席的亲友在现场拍手叫好，纷纷向黄明志祝贺。黄明志下午约5时，在本身臉書上载多张在麻坡高庭的照片，並在贴文中表达心声：「Finally！I'm free！thanks everyone！当庭释放！感谢司法终于还我一个公道！我终于终于自由了！折磨3年了……辛苦你们了爸爸妈妈。感谢每一位帮助过我的人，我的律师。」

## 2010年

### 辱骂国中校长事件
8月26日，由于不满某国中校长所发表的种族性言论，黄明志通过YouTube上传了一部名为“呐”("Nah")的短片。短片中以粗言辱骂该国中校长。但是在2015年的Tokok裡，黄明志说有人收了政府的一笔钱，然后帮助该国中校长引开注意力。当时，许多高官皆认为黄明志应该受到法律对付，当中包括在改编国歌事件中替他求情的马华公会总会长蔡细历。不过民主行动党国会领袖林吉祥却替他求情，认为其短片虽然低俗却不涉及煽动成分。

## 2011年

### 辣死你妈2.0电影事件
马来西亚人民优先组织（NGO；非政府组织）抗议《辣死你妈2.0》的放映，并且要将它拿下来（禁映）是因为担心它将教坏年轻一辈的意见。人民优先组织对该影片当初能够获准放映感到惊讶，并认为该影片制作人黄明志是一个充满争议的人。到最后这部电影没禁映，还破了马来西亚的票房纪录。

## 2012年

### 辱駡林丹事件
2012年伦敦奥运羽毛球男单决赛中，马来西亚羽球國手李宗伟输给了中国的选手林丹后，黄明志在youtube上传歌曲，其中有疑似辱骂林丹的部分。這部激励李宗伟的影片内容有疑似辱骂林丹的部分，引起部分网民不满，之後有中國大陸網民寫歌回懟黄明志。
黃明志意识自己闖禍后，便在其脸书上跟林丹道歉。自从此事後，在2015年的Tokok裡，說要他有体育精神是不對的，因為他是創作型歌手，所以他只會有創作精神，然後林丹赢时脱衣跳机械舞的行為，對馬來西亞的人民來說，不抵制林丹这动作的馬來西亞人們是孬种的，没有体育精神，还说因為林丹，他們一點民族的抵抗力都没有。在2016年8月19日，黃明志卻在Youtube上上傳一個名為《敵友Frienemy》的歌曲來致敬林丹和李宗偉。此舉被一些網民笑稱惹事生非後又自圓其說。

## 2013年

### 批朝野領袖領功沒做事
他改編國歌風波引發後，父親黃安熙被朝野政黨領袖帶去召開“新聞發佈會”背後不為人知的一面。
“‘改編國歌事件’爆發的時候，我爸爸被馬華騙到吉隆坡說要討論關於我的法律問題，結果趕到現場才發現，原來那是一場道歉記者會。”
黃明志表示，在馬華的“道歉記者會”後，反對黨領袖也特地到麻坡找他父親，說要商談他（黃明志）問題。
“我爸爸在電話裡警告說不要有記者在場，他們答應了，但到了現場，記者還是到齊了，爸爸無奈又被推進去拍了大合照。”
“最可惡的是，拍完照，上了報紙，領了功後他們甚麼都沒有做，完全不再連絡了。”
黃明志只以“檳州大英雄”暗示對方的身份。

### 呛政府双重标准
在脱口秀(Tokok)017中，马来右翼组织再度跟极具争议的歌手兼导演黄明志杠上。由于不满黄明志通过视频，批评政府重审电影《新村》，土著权威组织敦促政府剥夺黄明志的公民权。

## 2014年

### 贺岁电影被禁
他筹备一年的电影《猛加拉杀手》由于触犯有关法令，而被电影发展局提出电影中有31点需要修改，黄明志表示那31点占据了整部戏的九成，大马电影局回应说如果黄明志执意不修改，大马电影局将禁止猛加拉杀手上映，除了不能在贺岁档上映之外，也永久不能在马来西亚上映。除了不只是这事件，因电影名字侮辱孟加拉外劳，结果黄明志在2015年的Tokok怒呛。此事过了几个月后，他的禁电影已经上映了不同国家，还得奖，之后又在新加坡上映。
黄明志在Tokok056提到了该电影的解禁方法，就是利用Kickstarter网站，发起众筹活动，叫人来捐钱。如果捐出20美元，就能在除夕夜观看电影。超过20美元者，他就跟着你的钱数附送周边商品或电影海报。超过5000美元者, 就可以去到新加坡观赏首映礼。众筹所累积的款额必须不少于50万美元，才算成功。
黄明志原来总是希望众筹成功，才能把电影上传到网上，在马来西亚播放。但是就在众筹活动结束前的几个小时，黄明志在网上发布视频。视频中的他身在北京。他宣布众筹失败，并表示原本已经有后备计划以便众筹成功，但他接到消息，若众筹成功，他和他身边所有的人都会出事。于是他干脆让众筹失败。后他在2017年提到，想要这部电影能重见天日，就要等到马来西亚换政府才说。
2018年5月9日，当时是投票日，于5月10日后，他在Facebook发布了新的信息：
“十年了. 我被開案六次, 被逮捕兩次, 被拘禁兩次, 被提控兩次,  被判刑一次, 被起訴一次, 被舉報+抗議超過十次, 在機場被扣留八次. 我只是一個電影人, 音樂人... 
今天, 馬來西亞終於變天了.
我睡不著, 有著一股很深刻的感受, 或許沒人想知道, 只有我的血淚知道... 早安, 新馬來西亞。”
有很多网友看了这则信息后，都纷纷要求《猛加拉杀手》可以快点上映。于是黄明志在2018年期间解禁这部电影，但内政部没有下文，直到2019年正式解禁，上映日期公佈為2019年2月28日，也在《2019新春晚宴暨年度杰出影视人颁奖典礼》受到大馬通讯与多媒体部长哥賓星祝賀。

### 你不红
黄明志为Red People旗下艺人写的《你不红》上传Youtube短短5天便突破120万点击率，由于歌词含有艺人在显示自己很“红”和侮辱网民内容，因此遭到许多网民“dislike”和不满。不只是这样，有网民说黄明志写这首歌的词曲目的是来利用“红人”们来赚钱。不过，根据“红人”们的说法，《你不红》的歌词只是针对那些网络黑特们。黄明志还澄清，跟所有的网民说，希望大家能尊敬创作者的行业。

## 2015年

### 《我好天真我好傻》揭人伤疤
马来西亚著名网络歌手黃明志在3月21日發佈網路MV，也是黄明志7年前写的歌《我好天真我好傻》后，短短數天突破40萬點擊率，但也引起網友負面批評，指拍出的MV具有“影射”當年阿嬌與陳冠希不雅照事件，揭人傷疤。隨著此事女主角阿嬌對此不滿，怒斥黃明志“無恥”后，遭廣大民眾撻伐的黃明志在網絡上，向阿嬌道歉。 但那则新闻已被列为假新闻，黄明志在Tokok 里说出。

### 黄明志的15大罪状事件
2015年，黄明志在互联网发现有人在网站写一篇文章名为《大马恶人无耻黄明志的15大罪状》。因为这篇文章令他觉得不满，所以邀请发财宝来到Tokok讨论这15罪状。

## 2016年

### 《Oh My God》MV草稿外洩事件
黄明志和來自臺灣的饒舌天團「玖壹壹」為了新上映的臺灣電影《大顯神威》，寫了片尾曲《Oh My God》，並在馬來西亞的槟城拍攝了音樂錄影帶（MV）的草稿，黃明志飾演一個打扮為修士的男子（類似耶穌裝扮），與玖壹壹分別飾演佛教禪師（洋葱，唐三藏裝扮）、道教道士（春风，殭屍道長裝扮）、伊斯蘭教穆斯林（健志，扮演一名警戒心較重的阿拉伯人）的三個團員，結伴到檳城遊玩，參觀佛寺等宗教場所。2016年7月这部MV的草稿，被網友流出到網路上。影片洩漏不久，許多民众和非政府组织就此事报警，稱此MV中有許多是對伊斯蘭教大不敬的片段。为了回应此事件，黄明志在他的Facebook與Tokok上发表聲明，大意為表示此非正式版，切勿轉錄，真正的「正式MV」将会上传至他的YouTube频道。黃明志也逐一澄清，希望穆斯林不要誤會。《星洲日报》的社论评论员则希望他能“以真诚态度促进社会和谐”。
槟城警方表示，將援引馬來西亞刑事法典第295条「亵渎膜拜地点及蓄意侮辱宗教罪」调查此案。警方说黃明志在國外，如果黄明志一回國，警方就会逮捕。2016年8月21日，黃明志決定返國，並在個人Youtube上傳了自己的裸身影片，證明被捕之前自己的身體並無傷痕，避免遭到馬來西亞警方刑求。黄明志抵达吉隆坡國際機場（KLIA）後，立即被警方上手銬拘捕並且收押。警方向法庭申请并扣留黄明志四天。黃明志以馬來語澄清：「這部影片是四個來自不同宗教的好朋友，和諧出去旅遊的影片，是象徵宗教和諧，絕無惡意。」且以閩南語「無代誌、無代誌」（沒事情），向他的粉絲朋友報平安，還說很多人說他傻，要他躲國外就沒事了，但他認為自己寫的歌是提倡宗教和諧，既然沒做錯，為甚麼要逃？公開呼籲大眾，一人做事一人當，請不要騷擾他的家人。
四天之後，黃明志獲釋，先到廟裡燒香祭拜，感謝神明保佑他度過難關。接著又在臉書發表1503字聲明，「希望可以降低大家對此事件的恐慌和誤解。」黃明志曾向玖壹壹解釋，其實這是四個不同宗教的好朋友，他們在檳城之旅增進情感，而最後一起向世界宣導「一個世界，一個愛」（One World, One Love）的理念，穆斯林飾演一個較自我防衛的角色，他拿的不是步槍，是水槍，而且還是黃明志剛在路邊買的。但是玖壹壹回到臺灣以後，去信要求黃明志，刪改影片中可能會有爭議的情節，黃明志也正要修正，但黃明志來不及修正，就被駭客外流，引致風波。黃明志再三保護玖壹壹，表示整首歌的詞曲與MV製作都是他一個人做的，與玖壹壹沒有關係，願意承擔所有責任，請不要針對玖壹壹。

2018年11月17日，黄明志在面子书发影片解释了2年前因《Oh My God》MV而被关进槟城牢房的情景，当时的他虽然写了一篇想要反映出非法外劳处境的文章，但那时候因太多事情而决定撤文，这件事情一直在他心里，直到马来西亚换了政府，他才重提这件事，把一切真相曝光。他更特别标注了马来西亚首相马哈迪·莫哈末的脸书账号，希望新政府能关注此事。

## 2018年

### 马来西亚大选投票箱问题
在5月，黄明志开始从吉隆坡回到他的家乡麻坡參與該年選舉投票。于9日开始去投票时，投票箱突然有错误。黄明志想询问但又被警方要求拿身份证证明。结果黄明志气得在他的个人Facebook专页拍了影片，想要求投票的计票员解决这个问题。过后再上传另一个影片，那个影片里面，黄明志当时在车上，还用马来文怒骂，还说：“你要报警，我不会吗？”、“你投票箱要是有问题的话，我报警！”

## 2019年

### 跨年演唱会被无预警取消和申诉不公平遭遇
2019年11月23日，黄明志因在其个人频道发布「Tokok 093 演唱会法规」的视频后，为他办理《4896 Final Call》吉隆坡演唱会的星艺娱乐（Star Planet）在12月13日无预警宣布取消演唱会。
星艺娱乐以「合作无法达到共识」，宣布取消黄明志《4896 Final Call》吉隆坡演唱会。黄明志随后通过视频炮轰该公司是官商勾结，并声明自己遭遇不公平打压。12月19日，星艺娱乐总裁符侑辁联同公司营运总监和总经理召开记者会，逐一反驳及澄清黄明志的所有指控，并指出是「Tokok 093 演唱会法规」 的内容已经超越了公司的底线，经过紧急会议讨论后，才决定终止双方的合约，同时保留法律追究的权利。被黄明志视频点名的拿督符侑辁因被黄明志的粉丝和网民在网上肉搜后，他连同其家人受到网民们的言论威胁和干扰，并表示报警处理。
黄明志在12月21日发布第二支视频，表示演唱会的三张准证被星艺娱乐取消，还要赔偿上百万令吉。黄明志对此不服，他的工作人员前往多媒体部长哥宾星的办公室查询，随后政府发出公文与星艺娱乐切割关系，表示政府从来没有不许民众公开演唱会法规。黄明志也宣布已取回场地准证，表示12月31日的演唱会将如期举行，同时表示会把演唱会的所有收益都捐给慈善机构。
最终演唱会在12月31日圆满落幕，完成他多年来希望在吉隆坡举办演唱会的愿望，他表示下一步是准备募钱打官司。

## 2020年

### 发表“武汉肺炎名字不能改的原因”影片
2019冠状病毒病疫情期间，黄明志通过个人脸书发表“武汉肺炎名字不能改的原因”影片，认为中国使用“新型冠状病毒肺炎”这一称呼很合理，但中國政府沒權力逼迫中國以外的國家強制改名，其他國家繼續使用“武汉肺炎”是很合理並且可以警示大眾的。此举引发一些中国网民的不满，有人认为黄明志的此番言论制造对立和炒作。影片在YouTube平台獲得过百萬點閱。

### 致敬Beyond作品MV在中国大陆被禁播
黄明志专辑《亚洲通才》当中号称致敬Beyond歌曲《海阔天空》的作品《我们的海阔天空》在网络上推出MV后，听众却分裂成两派不同意见，因为MV中刻画了身穿黑衣示威者的场面，被中國網民質疑支持2019年香港反送中運動，認為黄明志假借致敬支持香港示威者，事件令MV在微博瞬速被下架。而原本合唱的中国歌手富九亦馬上在微博發文与黄明志划清界線：“自我反省，深刻致歉。”，並承諾以後再也不演唱這首歌曲。事后网友抨击黄明志在没详细洽谈合作内容与方向的情况下，诱惑并诓哄富九与其进行合作。

### 助韓國瑜宣傳高雄引网友不满
2020年受邀为高雄市觀光局创作并制作的2020高雄觀光主題曲《出去走走》获第41屆美國泰利獎（Telly Awards）網路最佳MV獎金獎、在YouTube平台过百万播放量，但也有一些网友在黄明志的Facebook上批评其与韓國瑜合作。

### 乱丢烟蒂后变装事件
2020年8月1日，记者日前在台北市中正区捕捉到穿着红点T恤、红色短裤的黄明志从大楼走出来，似乎犯了烟瘾，就地点了一根烟和友人在路边聊天，上計程車之前，吸烟之后将烟蒂塞进路边花圃，做出不良示范。根据台湾媒体的报导，黄明志和友人步出大楼后，点起一根烟与友人在马路旁聊天、抽烟，聊一聊就随手把烟蒂塞进路边的树丛。
接著，黄明志戴上口罩到路边拦计程车回家，连续3辆都招不成，最后边滑手机边看有无计程车可搭，非常随兴。最后他终于搭上车后，到住家大楼前下车后，先走进住家旁的生鲜食品店逛一圈，才进入自家大楼。不过，他下车时已经悄悄换成眼镜和棒球帽，与大家熟悉的黄明志式装扮大不相同，成功掩饰身份。但黄明志因为把烟蒂随手丢进树丛，已经触犯了当地《废弃物清理法》第27条。 

### 《你是猪》电影涉种族敏感事件
执政党国民联盟属下青年团指大黄明志最新电影《你是猪》电影海报涉及种族敏感内容，并向警方投报，并呼吁警方就此展开调查。该组织代表是在一众党员的陪同下，到金马警区投报。此外，组织代表亦指，黄明志并非首次利用种族课题进行挑衅，因此希望警方援引刑事法典第298A条文，即引起不同宗教愤怒及仇恨条文，及1998年通讯及多媒体法第233条文扣查前者。。黄明志于12月17日在YouTube上传影片反击國盟青年團宣传局代表莫哈末阿兹万才是真正的种族主义者，指对方大张旗鼓报警和通知媒体采访自己是想呈英雄，强调自己从来没有憎恨马来人。黄明志也预料电影不会在大马获得上映，因此没有向大马电影審查局申请上映，并批评大马电影審查局的保守思维永远不会让马来西亚电影和国际标准并肩。同时对警方听取有关人士报案后已开档调查表达不满，对反对人士以政治角度及种族主义来衡量艺术作品感到失望。黄明志促请大家抛开成见，理性看待他明年的作品《辣死你妈传人1.0》 

## 2021年

### 爆粗轰大马政府抗疫无能导致疫情大爆发
黄明志在其个人社交平台发了两篇文章，语带粗口的抨击大马政府，并针对相关人士只会天天报疫情确诊人数，并没有抗疫表现，行动管制令的政策变来变去等，导致疫情再次大爆发，他更把矛头指向大马政府在病毒于中国爆发初期，未阻止中国游客入境，又指宗教大集会是疫情第一次大爆发的主因，“第2次大爆发就是因为政客玩选举，叫选民去排队投票吸病毒吸来吸去根本就是没有脑”，“一个小小的国家给相关人士的政策不利，害到到一天四千多的确诊病例，如果是我早就自动下台躲在房间不敢出来”。
接着在大马媒体纷纷报道后也进一步表示，农历新年的来临也因为疫情爆发，海外回国者需强制隔离14天，14天的隔离费影响了很多人不能回家过年，包括他自己。多少公司因为疫情爆发倒闭，失业率增加也是其抨击的点。

### 侮辱韓團BLACKPINK之嫌
黃明志在5月28日推出新歌《You Know Who Is My Father?》是一首以2020年歐洲國家盃為主題的英文歌，而歌詞的背後意義是想諷刺馬來西亞的富二代和拿督的孩子私下酒池肉林、囂張跋扈的行徑。但在歌詞中的“整天追BLACKPINK，只會DFK（打手槍/飛機）”被指侮辱BLACKPINK，引起BLACKPINK粉絲的不滿，要求黃明志將影片刪除並道歉。對此黃明志在臉書自嘲：「其實也能理解，因為他們（粉絲）聽Kpop的就算聽不懂韓語也照樣可以很High…就好像我聽不懂日文，但看他們的愛情動作片也會很High一樣…」
原版MV在6月15日被YouTube下架。黃明志同日在臉書上表示：「莫名其妙被BLACKPINK粉絲網路霸凌，500萬點閱的MV被刪除，這次不反擊真的不可以了…不要逼我講韓語。」而在第二天黃明志在YouTube上出片反擊，他在影片中說：「說我侮辱他的偶像，要我尊重BLACKPINK，尊重女性，一直轟炸轟炸轟炸，結果我的MV被YouTube下架了，500萬點閱率的影片就這樣沒了，沒有了500萬咧，沒有了，你們贏了，真的贏了。」他強調自己也很喜歡BLACKPINK，還在影片中模仿Lisa跳螃蟹舞，他說他因為欣賞她們，才會把她們加進歌詞中。黃明志解釋，這首歌曲是以歐洲杯和大馬拿督富二代為主題，並沒有要污衊BLACKPINK及女性。
而黃明志在新版本的MV中把「BLACKPINK」改成「BLACK PIMP（皮條客）」，但諷刺意味依舊濃厚他將修改版MV上傳分享給粉絲後，仍受到大批粉絲的支持，認為這就是黃明志，不需為了別人的反對而改變。

### 暗讽塔利班提建议遭微博封杀
2021年8月22日，黄明志在微博上发表给塔利班巩固阿富汗政权的八点建议，後遭到一些親塔利班政權的网民辱骂。不久他的微博賬號被新浪封锁 。
不过，有微博网友其微博封杀前及时通过脸书张贴有关内容的截图，其中黄明志就指出，塔利班执行政权后封锁国际社交平台不让国民和外界交流，打造爱国电影，鼓励人民翻墙去外界或批评自家的政府等建议，这也导致黄明志被网民炮轰，导致黄明志微博遭被封号其微博无法显示，许多脸书网友觉得黄明志太大胆，不过黄明志在脸书针对这件事没有太多回应。

### 《玻璃心》单曲争议
2021年10月15日，黃明志發表與陳芳語合作單曲《玻璃心》，用情歌般的曲調及口吻，暗諷中國網路上的小粉紅、翻墙、新疆棉花、新疆教育營学種哈密瓜、吃野味及中國領導人習近平扛小麥不換肩走10里路浮誇宣言等。其MV在YouTube上線僅24小時便突破100萬，同時也直接導致陳芳語的微博帳戶和黃明志的第二個微博帳戶被封，二人的音樂作品在中國各大音樂平台被悉數下架。黄明志则在脸书贴文回应「说者无意，听者有心，这就明明只是一首情侣之间打情骂俏的歌曲而已」，表示这支筹备了很久的MV有很多值得注意的细节，只要一直按暂停就会有惊喜。。

### 《十个男人》版权争议
2021年11月24日，黄明志上传了专辑《鬼才做音乐》的开箱影片，也透露这张专辑有一首和陶晶莹（陶子）合唱的《十个男人》，改编自也是陶晶莹的《姐姐妹妹站起来》。但是由于在录音的时候，因副歌部份撷取歌曲《姐姐妹妹站起来》的4句副歌歌词，没能取得作词人刘思铭的使用授权，导致这张专辑可能面临难产，甚至是销毁之后重新印刷的危机。
黄明志在2021年12月1日在Facebook公开了多则私讯截图，主要讲述他和陶子合作了新歌《十个男人》将取样《姐姐妹妹站起来》几句歌词，原意是要向陶子致敬，原本希望在陶子小巨蛋演唱会前推出给惊喜，但因疫情影响导致陶子演唱会多次延期，虽然MV拍好了，但因未能得到作词人刘思铭授权，这首歌始终无法推出。甚至他透露什么办法都试过了，只能希望刘思铭有感受到。更有网友认为黄明志公开私讯希望取得刘思铭授权，有“公然施压”之嫌。
之后，劉思銘接受了《自由時報》電訪，就談到为何無法授權《姐姐妹妹站起来》给黄明志的原因。而会导致无法授权的原因並非金錢考量，而是他正在整理過去的作品，把全部作品重新改編并推出專輯和書籍。而他也只能說「英雄所見略同」，他也希望能找出皆大歡喜的解決方式。而目前他擔任了HTC旗下內容品牌VIVE ORIGINALS總經理，最近努力推動元宇宙音樂。而對於黃明志说這一年來透過各方幫忙想與劉思銘聯絡取得授權都得不到回應，劉思銘是这样表示的：“我在做的事，突然你也要做，就像金庸想用自己的小說拍電影，電影公司突然說：‘你給我，我要改編拍電影’，我對這案子本身已在做，那是我和創作夥伴劉志宏的生命回顧、創作，一次反省，不是錢的問題，不是一般歌曲授權，我們正在做整理、改編、再出發，有始有終，如果我先賣給你，我怎麼辦？我在做我的第一次，不知道怎麼辦，沒法談商業條件，不是錢的問題，但我不須告訴別人我的夢想，我只好低調不處理。太多朋友找我處理這件事，但重新改編自己過去的作品，是我心裡的小確幸，自己想到都興奮開心。” 只是沒想到黃明志也同樣看上這首歌，導致劉思銘無法割捨，迄今難做出授權。他也表示：“十年磨一劍，但我不必逢人便告訴大家我在磨劍。”他再度強調不肯授權黃明志的原因，“不是商業考量、不是錢的問題，不是這些問題，希望能找到一條解決方式，不要讓歌迷失望。”
最后，在2022年1月8日，黄明志正式宣布《鬼才做音乐》的个人专辑顺利发行，并且也声明《十个男人》这首歌曲已经从这张专辑正式移除，直到黄明志于2023年4月1日在台北小巨蛋开启《大飞机》世界巡回演唱会的时候终于重见天日，并宣布这首歌的MV和歌曲会在2023年11月24日，随他的个人第十一张专辑《Weenomenon》一起发行。

## 2022年

### 参与买卖直播没有申请直播工作证
黃明志在2021年11月，在「叫賣一姊」丟丟妹的直播節目中参与了直播。不過到了2022年1月11日卻驚傳，黃明志因為沒有申請「直播銷售工作證」，有違法疑慮。根据台湾法例，没有申请直播工作证最高可開罰75萬元。不過事後丟丟妹也透過經紀人澄清，當時是以商演形式邀請表演，對方並沒有參與叫賣，因此沒有觸犯法律。

### YouTube频道遭黑客盗取
2022年4月5日，黄明志的YouTube频道遭黑客盗取帐号，导致所有影片和累积约60亿的点阅率全部消失，其频道名称还被更改为俄语脏话。身在英国伦敦的黄明志随后透过Facebook谈及自己经营了13年的心血突然一无所有，愤而怒斥黑客盗取其帐号的行为，并以俄文、英文、马来文、粵語、華語飙脏话，还怒对黑客比中指，而黑客疑似来自俄罗斯，黄明志最后以英文说了一句，“We Support Ukraine！”（我们支持乌克兰！）。而当时正值俄罗斯入侵乌克兰期间。
4月6日，黄明志再透过Facebook发文坦言，自从2021年发表《玻璃心》歌曲后得罪了不少人，对于频道被盗一事不会感到意外，也提及自从频道被盗后，不少酸民对他的冷嘲热讽：「他们完全不会理会你帮过多少人，对国家和对社会做出多少贡献，只因为你和他的立场不一样，他便可以在你跌倒时候拼命把你踩死」，誓言一定要把被盗取的帐号夺回。同日下午，黄明志的YouTube频道问题顺利解决，影片也都恢复正常状态。黄明志对此发文感谢每一位帮助的人和YouTube官方，让他可以把频道顺利还原，并在文末留下「抱歉让你们失望了酸民们…」。

## 2024年

### 《龙的传人》MV暗讽中国领导人习近平
2024年1月22日，黄明志发布新年单曲《龙的传人》只见他释出部分MV指被中共中央总书记习近平“钦点”，担任2024年新年歌曲《龙的传人》宣传大使，他还晒出一段与习近平“合拍”的宣传影片，内容满是嘲讽，影射意味十足，引发网友热议，不过这也让黄明志遭到中国小粉红出征，引起热议。
黄明志22日在面子书发文透露，创作了龙年新年歌，他还写下：“我们特地飞到了万里长城取景，而这一次合作的人…”黄明志还稍稍卖了个关子，不过他附上的照片中可见，他牵着一匹骏马，马匹上坐着一个穿着黄色龙袍的人，似乎是皇帝，而他脸上还戴着打着马赛克的小熊维尼面具，种种元素，似乎都在暗讽中共中央总书记习近平。
几天后，黄明志在26日又分享了一段影片，他与戴着维尼面具、龙袍加身的男子站在台前，男子缓缓说出：“我为你（维尼）代表中央，邀请黄明志一起宣扬中华文化五千年”。接着小熊维尼男子继续说“造福海内外的中国人一起欢度龙年，促进两岸统一，不同意的请举手”。这时有一名男子举手想发表意见，结果立刻被2名黑衣男子给拉走，影片反讽味十足。不过黄明志这番宣传手法似乎也引来中国网友不满，痛批他再度“辱华”，甚至留言痛骂他，“幼稚，把国家当自己利益宣传”、“这样的宣传，令人作呕！”、“结果还是要靠中国话题来维持流量，可悲”等。
他还自嘲地说：“对不起！为了钱，为了事业，为了生活，我决定跪了…敬请期待我和主席合唱的2024龙年新年歌曲《龙的传人》”，继续大胆作风，丝毫没有受到言论影响。

### 愚人節詐死風波
黃明志及其經紀公司於2024年4月1日發布訃告和告別式，引起部分觀眾認為其已過世，事後公告此為生前告別式。
2024年4月2日，黄明志在社交媒体复活，在粉丝与媒体业者方面引起争议。其中，一名新闻记者在告别式现场与粉絲产生争执的片段引起與论风波，黄明志团队指出该名记者非旦不请自来，还在议式現場强行索取消息和大聲質疑。随后，黃明志特别点名《星洲日報》，批评该报记者为了获取獨家新闻所表现的无礼态度，并批评其它大马中文媒体聯合其他媒體亂帶風向。之后在一段长时间內，黄明志几乎被马来西亚中文媒体集体杯葛，不让其名字、照片、动态和言论见报。（除了中国报和诗华日报事隔1个月后恢复跟进）。
黄明志偶尔也会在其频道上调侃该名记者对告别式的质疑言词「到底屎还是没有屎」。同年9月，黄明志与其团队制作的「還原四月一日黃明志告別式當天的真實經過」相关视频亦成功入围第6屆走鐘獎的「生命贡献奖、最佳MV奖、最佳制作人奖」3个项目。之后在10月26日成功夺得「最佳制作人奖」项目，黄明志在发表得奖宣言时表示，当日告别式现场有媒体不请自来，还在现场大喊大叫，事后还联合其它报社乱带风向来误导读者的是百分百的烂媒体。

## 2025年

### 篡改新闻播报画面遭电视台侵权
2025年4月1日，黄明志在愚人节当天发文，PO出八度空间华语新闻主播陈嘉荣和杜文杰播报他的“死讯”照片，可以看到新闻标题写着“独家：又死了！黄明志在路边被大马记者咬死”，而主播身后的背景照则是黄明志的黑白照，而他还在自己社群网写“Rest in peace（安息吧）”。 
不料八度空间华语新闻当日下午发声明，指黄明志侵犯了电视台的版权及新闻主播的肖像权。黄明志随即留言反驳：“你们播我的歌多少次了？用我的影片拿来报新闻多少次了？有问过我一句吗？有跟我申请过吗？我有写律师信给你过吗？你们的工作就是一天24小时用别人的肖像来报告新闻。全部拿去卖广告，赚钱… 有问过别人吗？有分钱给别人吗？”
黄明志强调他并没有用这张图赚钱，“重点我们没有拿去赚任何1毛钱，只是拿来‘二创’放在网络上而已，完全是非盈利用途”，还重申：“就算捏造的新闻也是在捏造自己的新闻，并没有侮辱到你们。”八度空间声明底下的网友两极派，黄明志的留言获近2000个点赞，但其他网友却纷纷支持八度空间提告。

## 外部連結
- 黄明志的Facebook專頁
- 黄明志的Instagram帳戶
- YouTube上的黄明志頻道
- 黄明志的新浪微博（被封鎖）
- 黄明志的哔哩哔哩个人空间（被封鎖）
- iTunes上的单曲和专辑